# Barrio La Unión (Jujuy)
Barrio La Unión o Las Pampitas es una localidad argentina ubicada en el Departamento El Carmen de la Provincia de Jujuy. Se encuentra sobre la Ruta Provincial 53, a 2 km de la Ruta Nacional 66, y separada de Ciudad Perico por los terrenos del Aeropuerto Internacional Gobernador Horacio Guzmán. A una altitud de 805 m s. n. m.

## Economía
Es una zona tabacalera.